# Monkey's Audio
Monkey's Audio（モンキーズ・オーディオ）とは、音質を落とさずにPCMを可逆圧縮する音声フォーマットおよび圧縮・解凍アプリケーションのこと。拡張子はape、mac。
音声圧縮技術としては古参に数えられ音声の可逆圧縮形式の中でも非常に圧縮率が高い事で知られる。フリーウェアであり、公開されているソースコードおよび他のアプリケーションから簡単に利用できるSDKが公開されているため幅広く利用されている。
公式にはMacやLinuxには対応する予定は今の所ないが、* JRiver_Media_CenterがMac・Linux両方に公式公認で対応しているので利用することができる。
キューシートを基に各トラックごとに分割したAPE Link files (.apl) を作成することができ、APE v2タグを用いたタグを付加することが可能となっている。
WAVやFLAC、Appleロスレスに比べて、対応している再生機器が少ないため、現在は使われる事が少ないマイナーな形式である。